# Cabo Ann

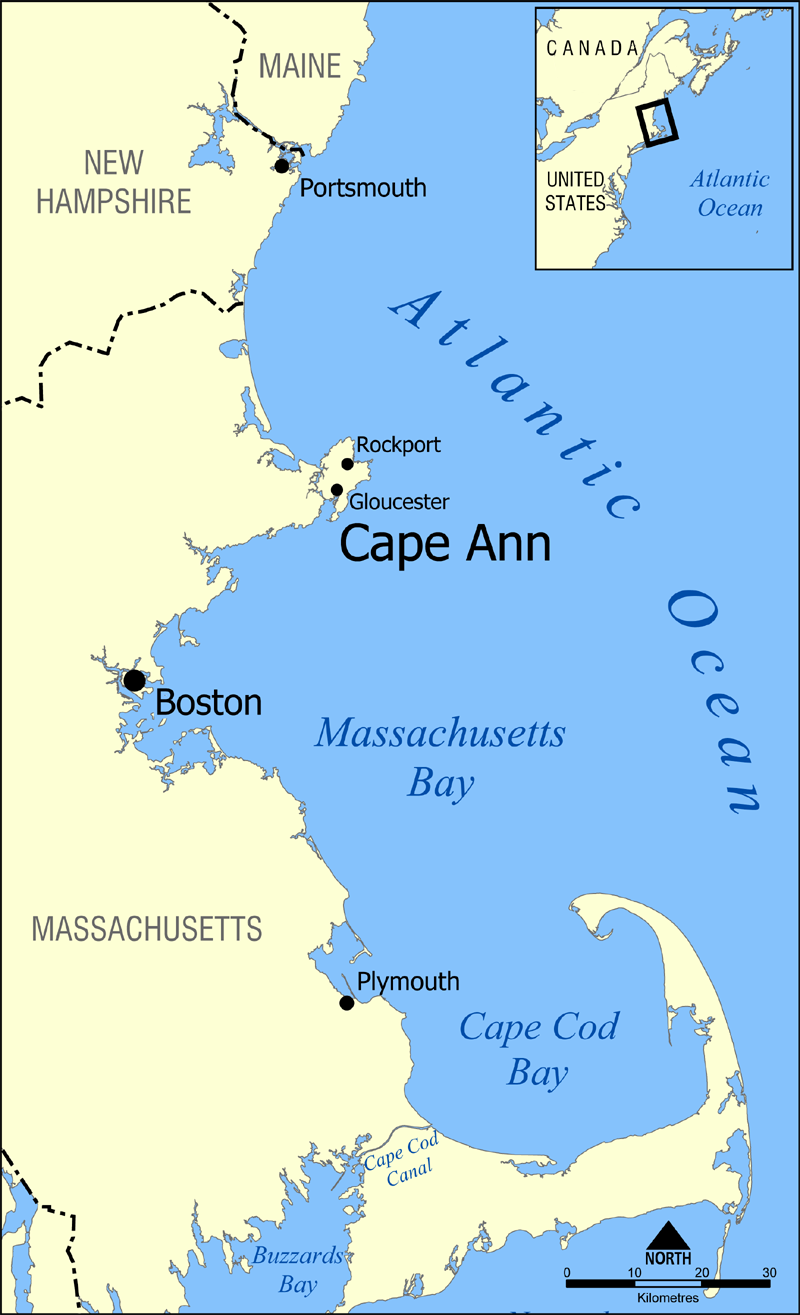
Massachusetts oriental, com Cabo Ann

Cabo Ann é um cabo rochoso no nordeste de Massachusetts, Estados Unidos, no Oceano Atlântico. Fica a cerca de 30 milhas a nordeste de Boston e marca o limite norte da Baía de Massachusetts. Cabo Ann inclui a cidade de Gloucester e as cidades de Essex, Manchester-by-the-Sea e Rockport.

## Etimologia
Cabo Ann foi mapeado pela primeira vez pelo explorador John Smith. Ele lhe dera o nome de Cabo Tragabigzanda, em homenagem a sua amante em Istambul.  Ele foi feito prisioneiro de guerra e escravizado no Império Otomano. Sua amante havia se apaixonado por ele, mas Smith mais tarde escapou para a Rússia.
Quando Smith apresentou o seu mapa a Carlos I, ele sugeriu que Charles deveria se sentir livre para mudar qualquer um dos "nomes bárbaros" (significando os muitos nomes de lugares nativos americanos que ele havia adotado) por nomes ingleses. O rei fez muitas dessas mudanças, mas apenas quatro sobrevivem hoje. Uma era o Cabo Ann, que Charles batizou em homenagem à sua mãe, Ana da Dinamarca.

## História da colônia
A colônia inglesa em Cabo Ann foi fundada pela primeira vez em 1623. Foi o quarto esforço colonizador na Nova Inglaterra depois de Popham Colony, Plymouth Colony e Nantasket Beach. Dois navios da Dorchester Company trouxeram 32 em número, com John Tylly e Thomas Gardner como supervisores de uma operação de pesca e da plantação, respectivamente. No assentamento de Cabo Ann, uma forma legal de governo foi estabelecida, e dessa surgiu a Massachusetts Bay Colony. Roger Conant foi o governador sob a patente de Cabo Ann e, como tal, foi considerado o primeiro governador de Massachusetts.
Esta colônia é anterior à constituição e colônia da Baía de Massachusetts. Por esse motivo, os membros da colônia eram chamados de "antigos fazendeiros". A primeira Grande Casa da Nova Inglaterra foi construída em Cabo Ann pelos proprietários. Esta casa foi desmontada por ordem de John Endecott em 1628 e mudou-se para Salem para servir como sua casa de "governador". Quando Higginson chegou a Salem, ele escreveu que "encontramos uma casa de faire recém-construída para o governador", que era notável por ter dois andares.
Em 1634, o nome de Cabo Ann já estava estabelecido, como é mencionado e representado em mapas no New England's Prospect, de William Wood, publicado pela primeira vez naquele ano.
Em 18 de novembro de 1755, Cabo Ann foi o epicentro de um terremoto, o que é extremamente raro em Massachusetts. Não havia sismógrafos naquela época; mas, com base nos dados disponíveis, o tremor foi estimado em magnitude 6,5. Causou sérios danos na área de Boston, mas sem vítimas.
Em meados de 1800, Cabo Ann era conhecida por sua especialização na produção de granito, especificamente na criação de blocos de pavimentação para estradas e ruas, e era usada nos Estados Unidos de Nova York a São Francisco.

## Comunidades

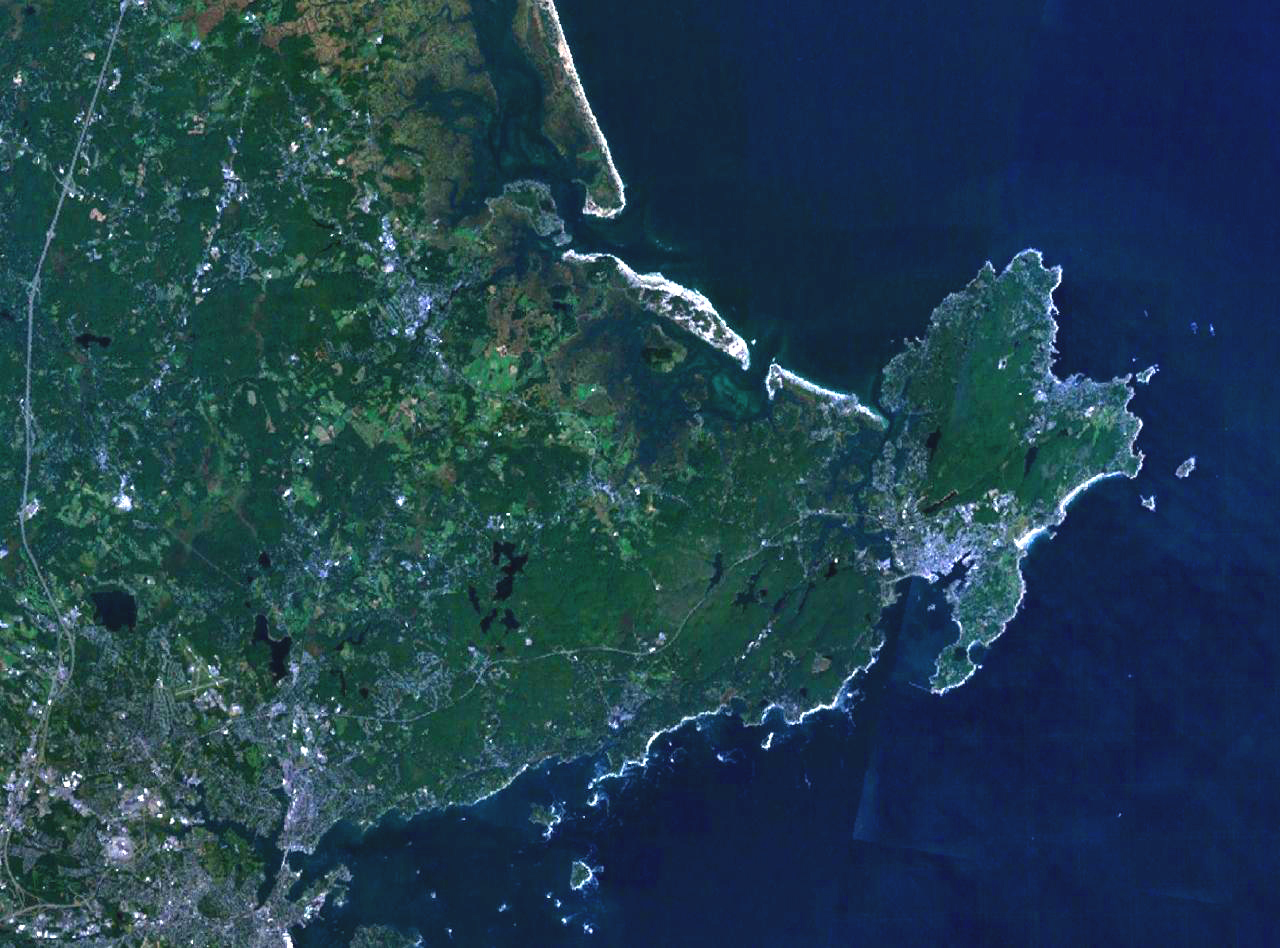
Foto de satélite Landsat de Cabo Ann. As comunidades de Rockport, Gloucester, Essex e Manchester formam Cabo Ann

A totalidade de Cabo Ann encontra-se dentro do condado de Essex. Ancorada pela cidade de Gloucester, o nexo da indústria pesqueira local, outras cidades em Cabo Ann incluem Rockport, na ponta do cabo, e as cidades de Essex e Manchester-by-the-Sea, que estão localizadas onde Cabo Ann junta-se ao continente.

## Cultura local
No final de Cabo Ann, e dividindo Gloucester em duas partes, está o rio Annisquam. Muitos habitantes locais que vivem em Gloucester e Rockport referem-se às terras a leste do Annisquam como "A Ilha".

## Cultura popular
Cabo Ann é o local da cidade fictícia de Sea Harbor, o cenário dos mistérios Seaside Knitters da autora Sally Goldenbaum. Sea Harbor fica na costa, com Gloucester como sua cidade vizinha mais próxima. Cabo Ann também é o cenário da música "Dogtown", de Harry Chapin, que também é o nome de uma cidade abandonada no Cabo.
O fictício "Gloucester Island" no filme de comédia da Guerra Fria de 1966 The Russians Are Coming, the Russians Are Coming está localizado perto de Cabo Ann e foi batizado em homenagem à cidade de Gloucester.
O livro Slaughterhouse Five menciona Cabo Ann como o local da lua de mel do personagem principal Billy Pilgrim.
O filme The Perfect Storm foi filmado em Gloucester em 2000. Partindo para a última pescaria que compensará uma temporada de pesca sem brilho, o capitão Billy Tyne (George Clooney) empurra seu barco, o Andrea Gail, para as águas do Cabo Flamengo ao largo da Nova Escócia; com base em eventos reais em 1991.
Cabo Ann também é o local da casa do personagem principal do livro Trouble.
Cabo Ann é o título da quinta e última seção do poema de TS Eliot, "Landscapes", que lista as aves costeiras da região. Além disso, o título de seu poema The Dry Salvages se refere a um aglomerado de rochas "ao largo da costa NE de Cabo Ann, Massachusetts."
A cidade fictícia de Paradise, cenário dos romances de Jesse Stone, fica perto de Cabo Ann, que é brevemente mencionado em Night and Day.